# Procambarus chacei
Procambarus chacei är en kräftdjursart som beskrevs av Hobbs 1958. Procambarus chacei ingår i släktet Procambarus och familjen Cambaridae. IUCN kategoriserar arten globalt som livskraftig. Inga underarter finns listade i Catalogue of Life.